# Понте Прети (Торино)
Понте Прети је насеље у Италији у округу Торино, региону Пијемонт.
Према процени из 2011. у насељу је живело 15 становника. Насеље се налази на надморској висини од 316 м.